# حدائق مغولية
الحدائق المغولية أو حدائق المغول (بالأرديّة: مغليہ باغات)، فن بستنة مغولي ينتشر في جنوب آسيا، تكوّن هذا الفن عبر امتزاج تقنيّات البستنة الهنديّة القديمة مع تقانات البستنة والعمارة الإسلاميّة خصوصاً الفارسيّة منها.

## صور

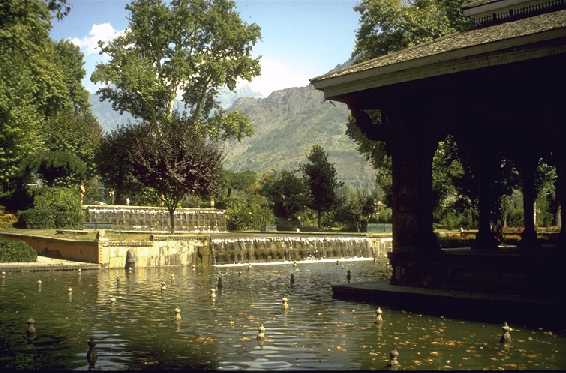
حدائق شالامار باغ في سريناغار
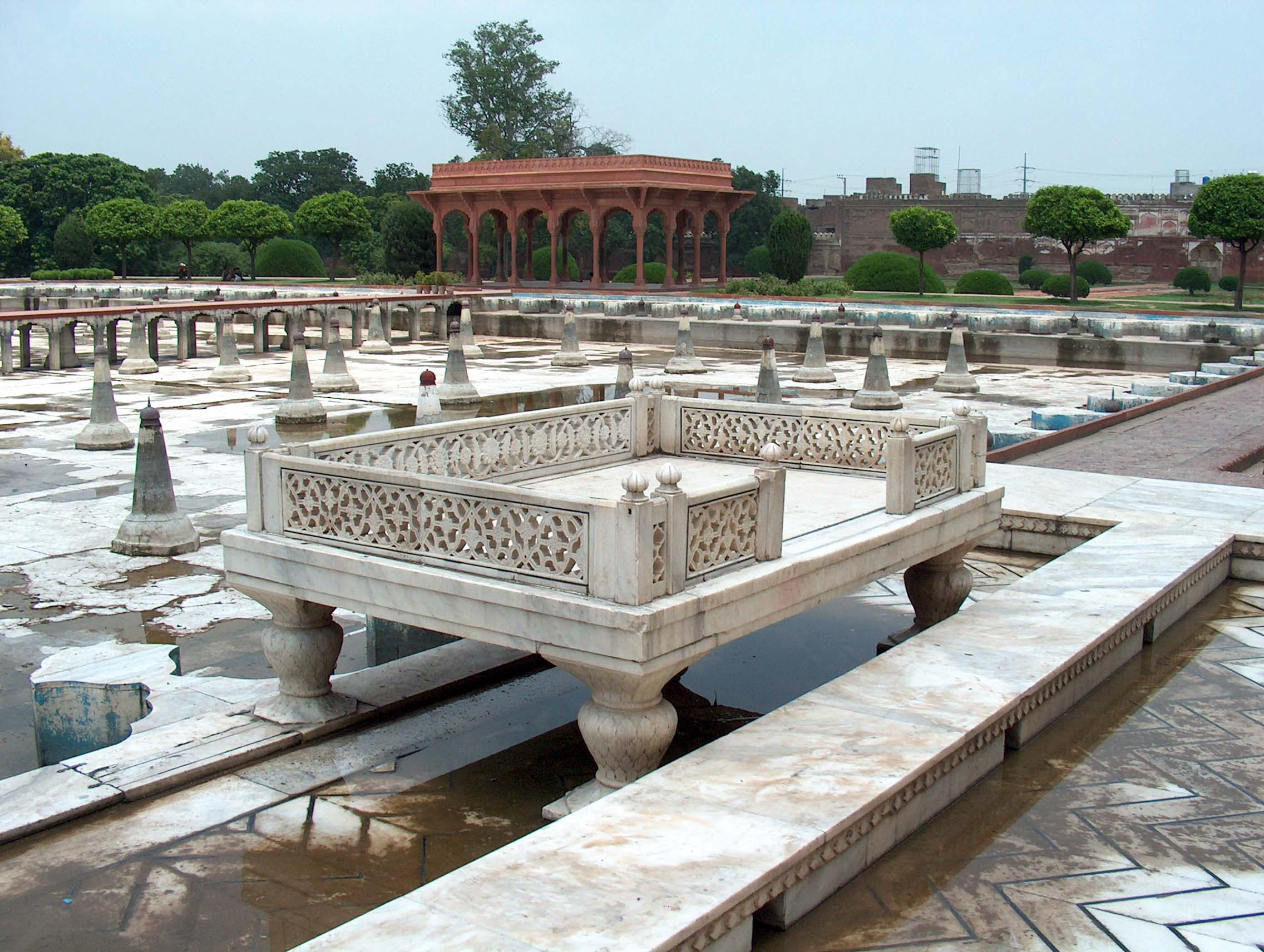
حدائق شالامار في مدينة لاهور
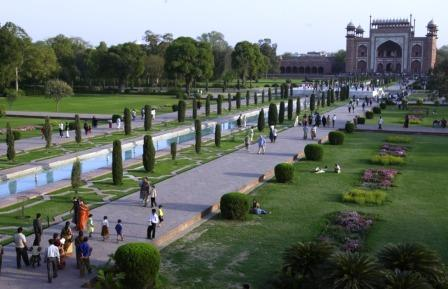
حدائق تاج محل في أغرا
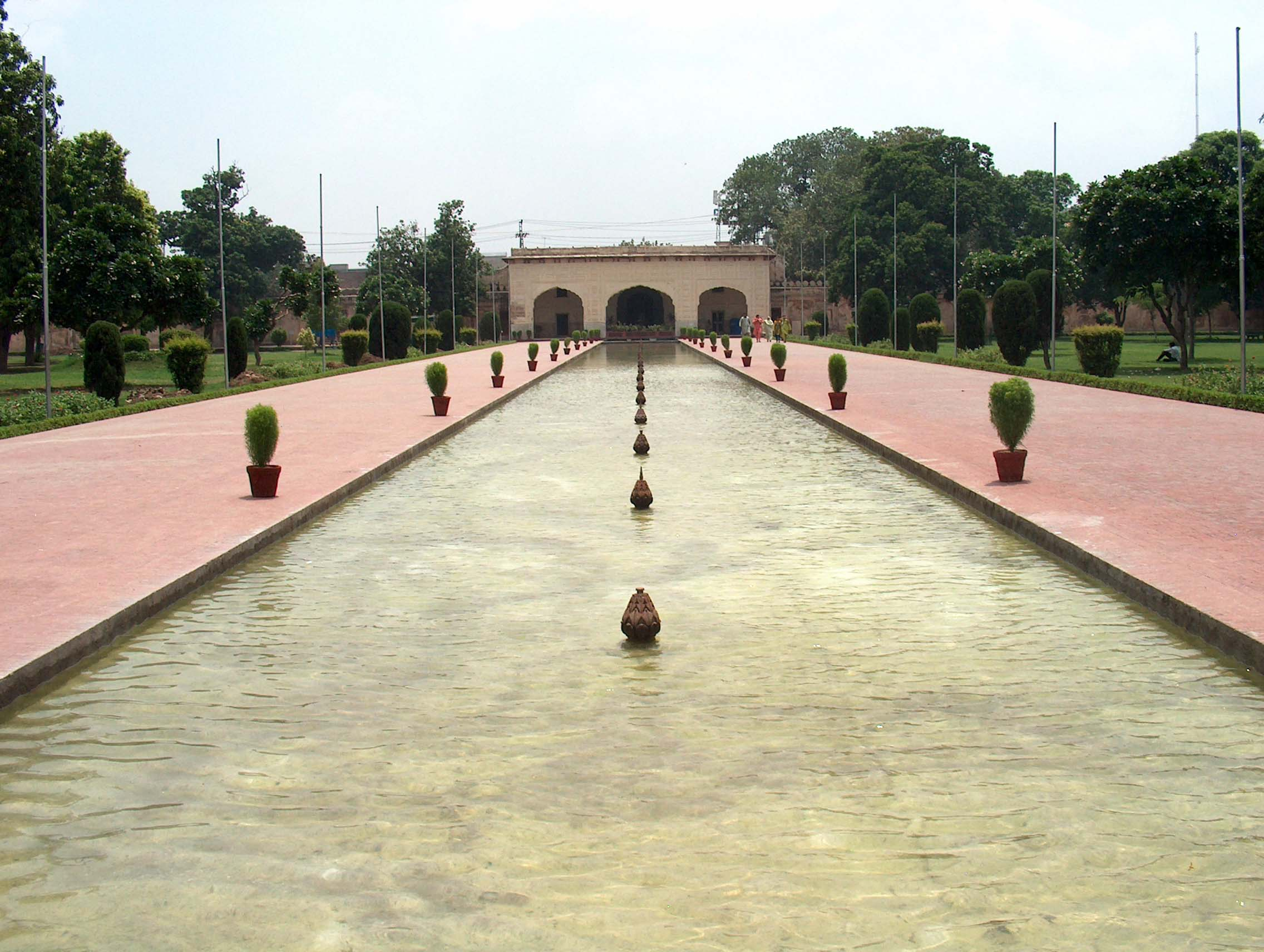
حدائق شالامار في مدينة لاهور